# Conostigmus pedester
Conostigmus pedester är en stekelart som beskrevs av Jean-Jacques Kieffer 1913. Conostigmus pedester ingår i släktet Conostigmus och familjen trefåresteklar. Inga underarter finns listade i Catalogue of Life.